# كأس العرب لكرة الصالات 2023
كأس العرب لكرة الصالات 2023 هي النسخة السابعة من البطولة العربية لكرة الصالات التي استضافتها مدينة جدة السعودية بين 6 و16 يونيو 2023 بمشاركة اثنا عشرة دولة، ممثلين في منتخبات السعودية والعراق والكويت ومصر وطاجيكستان وفلسطين والجزائر وجزر القمر ولبنان وليبيا وموريتانيا بالإضافة لمنتخب المغرب حامل لقب النسخة السابقة.
تُوج المنتخب المغربي بنسخة هذه البطولة للمرة الثالثة على التوالي في تاريخه، بعد فوزه على المنتخب الكويتي في النهائي بسبعة أهداف لهدف واحد. ليتربع المنتخب المغربي على هرم المنتخبات الأكثر فوزا بهذه البطولة العربية.

## المُنتخبات المُشارِكة
يُشارك في البطولة 12 منتخبا.
| المنتخبات         | مرّات الظهور | أفضل نتيجة                                   |
| ----------------- | ----------- | -------------------------------------------- |
| الجزائر           | 6           | دور المجموعات (1998، 2005، 2007، 2008، 2022) |
| جزر القمر         | 2           | دور المجموعات (2021)                         |
| مصر               | 7           | اللقب (1998، 2005)                           |
| العراق            | 4           | الوصافة (2022)                               |
| الكويت            | 3           | نصف النهائي (2022)                           |
| لبنان             | 4           | المركز الثالث (2005، 2007)                   |
| ليبيا             | 6           | اللقب (2007، 2008)                           |
| موريتانيا         | 3           | ربع النهائي ( 2022 )                         |
| المغرب            | 6           | اللقب (2021، 2022 ، 2023)                    |
| فلسطين            | 3           | المركز الرابع (1998)                         |
| السعودية (المُضيف) | 3           | ربع النهائي (2022)                           |
| طاجيكستان [Note]  | 1           | أول مُشاركة                                   |

منتخبات لم تُشارك:
- البحرين
- جيبوتي
- الأردن
- عمان
- قطر
- الصومال
- السودان
- سوريا
- تونس
- اليمن
- الإمارات العربية المتحدة

1. ^ دُعيت طاجيكستان لتحل محل السودان التي انسحبت من البطولة بسبب الأوضاع الأمنية.[11]

## الملعب
صالة وزارة الرياضة في استاد الأمير عبد الله الفيصل بجدة.

## قائمة الحكام
- عادل شناوة
- عمار بهلوان
- عبد الرحمن الدوسري
- حسين البحار
- عاطف حسين
- محمد حسن
- طارق الخطابي
- حسن الجبوري
- هاوكار أحمد
- عبد العزيز الصراف
- عيسى السيد
- إلياس الحكيم
- خليل بلهوان
- علي العياط
- رمزي رمضان
- خالد هنيش
- سعيد الحوض
- ماجد الحاتمي
- محمد الغول
- سعد الحيان
- عبد الأكرم الهنتاني
- أيمن كمون
- أحمد الغيص
- فهد الحوسني

## مرحلة المجموعات
المنتخبات مقسمة إلى ثلاث مجموعات.

### المجموعة 1
| م | الفريق    | لعب | ف | ت | خ | أ.له | أ.ع | أ.ف | نقاط | التأهل      |
| - | --------- | --- | - | - | - | ---- | --- | --- | ---- | ----------- |
| 1 | ليبيا     | 3   | 2 | 0 | 1 | 9    | 7   | +2  | 6    | ربع النهائي |
| 2 | الجزائر   | 3   | 1 | 2 | 0 | 9    | 8   | +1  | 5    | ربع النهائي |
| 3 | السعودية  | 3   | 1 | 1 | 1 | 15   | 9   | +6  | 4    |             |
| 4 | طاجيكستان | 3   | 0 | 1 | 2 | 3    | 12  | −9  | 1    |             |

| السعودية                                   | 4–4   | الجزائر                                                          |
| ------------------------------------------ | ----- | ---------------------------------------------------------------- |
| - العتيبي 2:05, 39:48 - فقيهي 32:22, 33:11 | تقرير | - بتركي 14:01 - بسه 31:18 - الشنقيطي 33:38 (ه.ذ.) - تكجراد 33:59 |

| ليبيا                      | 2–1   | طاجيكستان        |
| -------------------------- | ----- | ---------------- |
| - الأجنف 0:12 - سعيد 36:25 | تقرير | - ساردوروف 15:55 |

| الجزائر                                      | 3–2 | ليبيا                          |
| -------------------------------------------- | --- | ------------------------------ |
| - بن شريف 9:51 - بتركي 11:55 - بن صابر 31:29 |     | - الأجنف 28:43 - الدرويش 38:04 |

| طاجيكستان | 0–8   | السعودية |
| --------- | ----- | --- |
|           | تقرير | - الزهراني 15:21 - الدبل 15:59, 39:59 - المغربي 16:53 - العتيبي 17:56 - عروان 28:36 - الأسمري 31:06 - القرني 35:28 |

| السعودية                            | 3–5   | ليبيا                                                                  |
| ----------------------------------- | ----- | ---------------------------------------------------------------------- |
| - المالح 16:15 - عروان 29:25, 37:26 | تقرير | - الأجنف 6:43 - الحارثي 9:01 (ه.ذ.) - سعيد 19:59 - المهمل 20:59, 25:08 |

| طاجيكستان                     | 2–2   | الجزائر                      |
| ----------------------------- | ----- | ---------------------------- |
| - بوروف 16:59 - شاريبوف 21:57 | تقرير | - تكجراد 29:02 - مجاهد 30:57 |

### المجموعة 2
| م | الفريق    | لعب | ف | ت | خ | أ.له | أ.ع | أ.ف | نقاط | التأهل      |
| - | --------- | --- | - | - | - | ---- | --- | --- | ---- | ----------- |
| 1 | المغرب    | 3   | 3 | 0 | 0 | 15   | 2   | +13 | 9    | ربع النهائي |
| 2 | الكويت    | 3   | 2 | 0 | 1 | 14   | 10  | +4  | 6    | ربع النهائي |
| 3 | لبنان     | 3   | 1 | 0 | 2 | 10   | 14  | −4  | 3    | ربع النهائي |
| 4 | جزر القمر | 3   | 0 | 0 | 3 | 5    | 18  | −13 | 0    |             |

| المغرب                                                         | 5–0   | جزر القمر |
| -------------------------------------------------------------- | ----- | --------- |
| - الفني 13:40, 34:33 - جواد 15:11 - بوزيان 29:43 - بومزو 35:02 | تقرير |           |

| الكويت                                                                      | 5–4   | لبنان                                                 |
| --------------------------------------------------------------------------- | ----- | ----------------------------------------------------- |
| - العباسي 11:10, 25:47 - الخوري 25:00 (ه.ذ.) - الفاضل 27:27 - المنصور 37:30 | تقرير | - كوزيان 1:31 - قبيسي 15:08 - رحيم 20:19 - محرز 36:48 |

| جزر القمر                 | 2–7   | الكويت                                                                                    |
| ------------------------- | ----- | ----------------------------------------------------------------------------------------- |
| - سالم 19:59 - أحمد 27:04 | تقرير | - الخواري 5:02 - العباسي 5:41, 28:38, 30:59 - العلبان 7:04 - البسام 13:43 - المنصور 18:07 |

| لبنان | 0–6   | المغرب                                                                 |
| ----- | ----- | ---------------------------------------------------------------------- |
|       | تقرير | - بومزو 17:35, 30:58 - بوزيد 25:03 - الفني 28:41, 30:00 - العيان 32:48 |

| المغرب                                                 | 4–2   | الكويت                        |
| ------------------------------------------------------ | ----- | ----------------------------- |
| - الفني 04:17 - كنية 12:07 - بوزيد 19:07 - أمزال 26:21 | تقرير | - الشطي 23:28 - العلبان 38:51 |

| لبنان                 | 6–3   | جزر القمر                 |
| --------------------- | ----- | ------------------------- |
| - حاموش - محرز - فرشخ | تقرير | - هولادي - حساني - كاديما |

### المجموعة 3
| م | الفريق    | لعب | ف | ت | خ | أ.له | أ.ع | أ.ف | نقاط | التأهل      |
| - | --------- | --- | - | - | - | ---- | --- | --- | ---- | ----------- |
| 1 | مصر       | 3   | 2 | 1 | 0 | 15   | 6   | +9  | 7    | ربع النهائي |
| 2 | العراق    | 3   | 2 | 1 | 0 | 13   | 4   | +9  | 7    | ربع النهائي |
| 3 | فلسطين    | 3   | 1 | 0 | 2 | 8    | 15  | −7  | 3    |             |
| 4 | موريتانيا | 3   | 0 | 0 | 3 | 7    | 18  | −11 | 0    |             |

| مصر                                                                                               | 7–2   | موريتانيا                    |
| ------------------------------------------------------------------------------------------------- | ----- | ---------------------------- |
| - خلف 2:27, 35:12 - مصطفى 5:04 - إبراهيم 26:21 - عبد الرازق 32:58 - محمد 37:34 - عبد الحليم 38:11 | تقرير | - سيلا 2:38 - بو حمادي 14:11 |

| فلسطين | 0–6   | العراق                                                               |
| ------ | ----- | -------------------------------------------------------------------- |
|        | تقرير | - جمعة 1:01, 15:28 - عيسى 5:27 - كريم 25:28 - هادي 29:19 - عبد 35:11 |

| موريتانيا                                      | 4–7   | فلسطين                                                                     |
| ---------------------------------------------- | ----- | -------------------------------------------------------------------------- |
| - سيلا 20:00 - كرديد 36:41, 38:59 - محمد 39:18 | تقرير | - سلوم 4:45 - حبوس 28:32, 33:09 - شواهنة 24:09, 25:39, 34:12 - فحجان 30:07 |

| العراق                            | 3–3   | مصر                                      |
| --------------------------------- | ----- | ---------------------------------------- |
| - عيسى 23:26 - درويل 27:50, 37:15 | تقرير | - خلف 3:54 - عبد الرازق 7:25 - محمد 9:35 |

| مصر                                                          | 5–1   | فلسطين         |
| ------------------------------------------------------------ | ----- | -------------- |
| - خلف 24:11 - عيسى 33:05 - محمد 38:55, 33:58 - إبراهيم 35:47 | تقرير | - شواهنة 40:00 |

| العراق                      | 4–1   | موريتانيا  |
| --------------------------- | ----- | ---------- |
| - فاهم - سامي - كريم - ساجت | تقرير | - جونكوندا |

## ترتيب مُنتخبات المركز الثالث
| م | مج | الفريق   | لعب | ف | ت | خ | أ.له | أ.ع | أ.ف | نقاط | التأهل             |
| - | -- | -------- | --- | - | - | - | ---- | --- | --- | ---- | ------------------ |
| 1 | 1  | السعودية | 3   | 1 | 1 | 1 | 15   | 9   | +6  | 4    | مرحلة خروج المغلوب |
| 2 | 2  | لبنان    | 3   | 1 | 0 | 2 | 10   | 14  | −4  | 3    | مرحلة خروج المغلوب |
| 3 | 3  | فلسطين   | 3   | 1 | 0 | 2 | 8    | 15  | −7  | 3    |                    |

## مرحلة خروج المغلوب

### المسار
|  | ربع النهائي | ربع النهائي |            |   | نصف النهائي | نصف النهائي |  |  | النهائي | النهائي |
|  |             |             |            |   |             |             |  |  |         |         |
|  | 13 يونيو –  |             |            |   |             |             |  |  |         |         |
|  |             |             |            |   |             |             |  |  |         |         |
|  | ليبيا       | 5           |            |   |             |             |  |  |         |         |
|  | ليبيا       | 5           | 14 يونيو – |   |             |             |  |  |         |         |
|  | لبنان       | 2           |            |   |             |             |  |  |         |         |
|  | لبنان       | 2           | ليبيا      | 1 |             |             |  |  |         |         |
|  | 13 يونيو –  |             | ليبيا      | 1 |             |             |  |  |         |         |
|  |             | المغرب      | 5          |   |             |             |  |  |         |         |
|  | المغرب      | المغرب      | 5          | 5 |             |             |  |  |         |         |
|  | المغرب      |             | 16 يونيو – | 5 |             |             |  |  |         |         |
|  | السعودية    | 2           |            |   |             |             |  |  |         |         |
|  | السعودية    | 2           | المغرب     | 7 |             |             |  |  |         |         |
|  | 13 يونيو –  |             | المغرب     | 7 |             |             |  |  |         |         |
|  |             | الكويت      | 1          |   |             |             |  |  |         |         |
|  | مصر         | الكويت      | 1          | 2 |             |             |  |  |         |         |
|  | مصر         | 14 يونيو –  |            | 2 |             |             |  |  |         |         |
|  | الكويت      | 6           |            |   |             |             |  |  |         |         |
|  | الكويت      | 6           | الكويت     | 3 |             |             |  |  |         |         |
|  | 13 يونيو –  |             | الكويت     | 3 |             |             |  |  |         |         |
|  |             | الجزائر     | 2          |   |             |             |  |  |         |         |
|  | الجزائر     | الجزائر     | 2          | 2 |             |             |  |  |         |         |
|  | الجزائر     |             |            | 2 |             |             |  |  |         |         |
|  | العراق      | 0           |            |   |             |             |  |  |         |         |
|  | العراق      | 0           |            |   |             |             |  |  |         |         |

### ربع النهائي
| ليبيا                            | 5–2   | لبنان          |
| -------------------------------- | ----- | -------------- |
| - سعيد - عزيز - الأجنف - المريمي | تقرير | - محرز - حاموش |

| المغرب                                      | 5–2   | السعودية |
| ------------------------------------------- | ----- | -------- |
| - بوزيد - شعراوي - العيان - الخياري - الفني | تقرير | - عروان  |

| مصر   | 2–6   | الكويت                                         |
| ----- | ----- | ---------------------------------------------- |
| - خلف | تقرير | - الشطي - الطويل - المنصور - العمران - العباسي |

| الجزائر   | 2–0   | العراق |
| --------- | ----- | ------ |
| - بن شريف | تقرير |        |

### نصف النهائي
| ليبيا    | 1–5   | المغرب                           |
| -------- | ----- | -------------------------------- |
| - الأجنف | تقرير | - أمزال - العيان - شعراوي - جواد |

| الكويت                        | 3–2   | الجزائر            |
| ----------------------------- | ----- | ------------------ |
| - العباسي - العلبان - المنصور | تقرير | - بن شريف - تكجراد |

### النهائي
| المغرب                                                           | 7–1   | الكويت   |
| ---------------------------------------------------------------- | ----- | -------- |
| - أمزال - شعراوي - جواد - بوزيد - بوريط - الخياري - العمران o.g. | تقرير | - الطويل |

## الهدّافون
عدد الأهداف المُسجلة  158 هدفًا  في 24 مباراة، بمتوسط 6.58 هدفًا في المباراة الواحدة.
7 أهداف
- عبد اللطيف العباسي

6 أهداف
- مصطفى خلف
- إدريس الرايس الفني

5 أهداف
- نواف عروان
- مجد حاموش
- أحمد الأجنف

4 أهداف
- رشيد شواهنة
- محمد سعيد
- خالد بوزيد
- يوسف جواد

3 أهداف
- عز الدين تكجراد
- أمين بن شريف
- عبد الرحمن محمد
- عبد الإله العتيبي
- بدر المنصور
- عيسى محرز
- عثمان بومزو
- أنس العيان
- إسماعيل أمزال
- سفيان شعراوي

هدفان
- وليد فاهم
- كوكي
- حيدر درويل
- مصطفى جمعة
- رافد عيسى
- غيث كريم
- عمر الشطي
- ناصر العلبان
- عبد الرحمن الطويل
- إبراهيم المهمل
- رضا الخياري
- ياخوبا سيلا
- ودادي كرديد
- محمد حبوس
- محسن فقيهي
- عمر الدبل

هدف
- عمار بسه
- بومدين بن صابر
- سفيان مجاهد
- سعيد سالم
- سوادرو أحمد
- بوينا هولادي
- بروان حساني
- حكيم كاديما
- طارق مصطفى
- علي إبراهيم
- محمد محمد
- خالد عبد الحليم
- محمود فتحي
- علاء عيسى
- حيدر ساجت
- زاهر هادي
- سالم عبد
- وليد فاهم
- فادي سامي
- صالح الفاضل
- عمر المنصور
- فهد الخواري
- عبد العزيز البسام
- سليمان العمران
- ستيف كوزيان
- محمد قبيسي
- مصطفى رحيم
- جوني فرشخ
- سليمان الدرويش
- زياد عزيز
- عز الدين المريمي
- جميل محمد
- عبد الرحمن بو حمادي
- صو جونكوندا
- حمزة بوزيان
- سعد كنية
- سفيان بوريط
- عدنان سلوم
- عماد فحجان
- منصور الزهراني
- عبد الله المغربي
- فرحان الأسمري
- صالح القرني
- فارس المالح
- فيزالي ساردوروف
- إدريس بوروف
- محمد شاريبوف

هدف ذاتي
- جورجيو الخوري (ضد الكويت)
- سليمان العمران (ضد المغرب)
- عبد الرزاق الشنقيطي (ضد الجزائر)
- ناصر الحارثي (ضد ليبيا)

## البطل
| كأس العرب للصالات 2023   |
| ------------------------ |
| · المغرب · للمرة الثالثة |

- أفضل لاعب: أنس العيان -  المغرب
- أفضل حارس: سمير طفاف -  الجزائر
- الهدّاف: عبد اللطيف العباسي (7) -  الكويت
- جائزة اللعب النظيف:

## الترتيب العام
وفقًا للعرف الإحصائي في كرة القدم، يتم احتساب المباريات التي يتم تحديدها في الوقت الإضافي على أنها انتصارات وخسائر، بينما يتم احتساب المباريات التي يتم تحديدها بركلات الترجيح على أنها تعادلات
| مركز | المُنتخب   | لعب | ف | ت | خ | أ.له | أ.ع | أ.ف | نقاط | النتيجة النهائي          |
| ---- | --------- | --- | - | - | - | ---- | --- | --- | ---- | ------------------------ |
| 1    | المغرب    | 6   | 6 | 0 | 0 | 32   | 6   | +26 | 18   | البطل                    |
| 2    | الكويت    | 6   | 4 | 0 | 2 | 24   | 21  | +3  | 12   | الوصيف                   |
| 3    | ليبيا     | 5   | 3 | 0 | 2 | 15   | 14  | +1  | 9    | المركز الثالث            |
| 4    | الجزائر   | 5   | 2 | 2 | 1 | 13   | 11  | +2  | 8    | المركز الرابع            |
| 5    | العراق    | 4   | 2 | 1 | 1 | 13   | 6   | +7  | 7    | أُقصيت في ربع النهائي     |
| 6    | مصر       | 4   | 2 | 1 | 1 | 17   | 12  | +5  | 7    | أُقصيت في ربع النهائي     |
| 7    | السعودية  | 4   | 1 | 1 | 2 | 17   | 14  | +3  | 4    | أُقصيت في ربع النهائي     |
| 8    | لبنان     | 4   | 1 | 0 | 3 | 12   | 19  | -7  | 3    | أُقصيت في ربع النهائي     |
| 9    | فلسطين    | 3   | 1 | 0 | 2 | 8    | 15  | -7  | 3    | أُقصيت في مرحلة المجموعات |
| 10   | طاجيكستان | 3   | 0 | 1 | 2 | 3    | 12  | -9  | 1    | أُقصيت في مرحلة المجموعات |
| 11   | موريتانيا | 3   | 0 | 0 | 3 | 7    | 18  | -11 | 0    | أُقصيت في مرحلة المجموعات |
| 12   | جزر القمر | 3   | 0 | 0 | 3 | 5    | 18  | -13 | 0    | أُقصيت في مرحلة المجموعات |